# Yuri Kawamura
Yuri Kawamura (川村 優理 Kawamura Yūri?), född 17 maj 1989, är en japansk fotbollsspelare som spelar för North Carolina Courage.
Yuri Kawamura spelade 32 landskamper för det japanska landslaget. Hon deltog bland annat i fotbolls-VM 2015.